# نزلة بدوي
قرية نزلة بدوي هي إحدى القرى التابعة لمركز ديروط في محافظة أسيوط في جمهورية مصر العربية. حسب إحصاءات سنة 2006، بلغ إجمالي السكان في نزلة بدوي 4732 نسمة، منهم 2360 رجل و2372 امرأة.